# Saint-Laurent-Chabreuges
Pour les articles homonymes, voir Saint-Laurent.
Saint-Laurent-Chabreuges est une commune française située dans le département de la Haute-Loire en région d'Auvergne-Rhône-Alpes.

## Géographie

### Localisation
La commune de Saint-Laurent-Chabreuges se trouve à 520 mètres d'altitude dans le département de la Haute-Loire, en région Auvergne-Rhône-Alpes.
Elle se situe à 63 km par la route du Puy-en-Velay, préfecture du département, et à 4 km de Brioude, sous-préfecture
Les communes les plus proches sont : 
Paulhac (2,5 km), Brioude (3,8 km), Beaumont (3,8 km), Saint-Just-près-Brioude (4,6 km), Vieille-Brioude (5,1 km), Saint-Beauzire (5,8 km), Fontannes (6,6 km), Cohade (7,0 km).
|                | Paulhac                  | Brioude         |
| Saint-Beauzire | Saint-Laurent-Chabreuges |                 |
|                | Saint-Just-près-Brioude  | Vieille-Brioude |

### Climat
Pour des articles plus généraux, voir Climat d'Auvergne-Rhône-Alpes et Climat de la Haute-Loire.
En 2010, le climat de la commune est de type climat des marges montargnardes, selon une étude du Centre national de la recherche scientifique s'appuyant sur une série de données couvrant la période 1971-2000. En 2020, Météo-France publie une typologie des climats de la France métropolitaine dans laquelle la commune est exposée à un climat de montagne ou de marges de montagne et est dans la région climatique Nord-est du Massif Central, caractérisée par une pluviométrie annuelle de 800 à 1 200 mm, bien répartie dans l’année.
Pour la période 1971-2000, la température annuelle moyenne est de 10,4 °C, avec une amplitude thermique annuelle de 16,1 °C. Le cumul annuel moyen de précipitations est de 637 mm, avec 7,9 jours de précipitations en janvier et 6,1 jours en juillet. Pour la période 1991-2020, la température moyenne annuelle observée sur la station météorologique de Météo-France la plus proche, « Fontannes », sur la commune de Fontannes à 7 km à vol d'oiseau, est de 11,4 °C et le cumul annuel moyen de précipitations est de 611,9 mm,. Pour l'avenir, les paramètres climatiques de la commune estimés pour 2050 selon différents scénarios d'émission de gaz à effet de serre sont consultables sur un site dédié publié par Météo-France en novembre 2022.

### Villages
La commune de Saint-Laurent-Chabreuges regroupe 4 villages : Saint-Laurent-Chabreuges, Entremont, la Baraque David et le Bouchet.

### Voies de communication
Le bourg est situé sur l'axe Brioude-Espalem, offrant un accès direct à l'autoroute A75, également appelée la Méridienne.

## Urbanisme

### Typologie
Au 1er janvier 2024, Saint-Laurent-Chabreuges est catégorisée commune rurale à habitat dispersé, selon la nouvelle grille communale de densité à sept niveaux définie par l'Insee en 2022.
Elle est située hors unité urbaine. Par ailleurs la commune fait partie de l'aire d'attraction de Brioude, dont elle est une commune de la couronne,. Cette aire, qui regroupe 39 communes, est catégorisée dans les aires de moins de 50 000 habitants,.

### Occupation des sols
L'occupation des sols de la commune, telle qu'elle ressort de la base de données européenne d’occupation biophysique des sols Corine Land Cover (CLC), est marquée par l'importance des forêts et milieux semi-naturels (59,3 % en 2018), en diminution par rapport à 1990 (61,5 %). La répartition détaillée en 2018 est la suivante : 
forêts (55,3 %), prairies (23 %), terres arables (14,6 %), milieux à végétation arbustive et/ou herbacée (4 %), zones urbanisées (3,1 %). L'évolution de l’occupation des sols de la commune et de ses infrastructures peut être observée sur les différentes représentations cartographiques du territoire : la carte de Cassini (XVIIIe siècle), la carte d'état-major (1820-1866) et les cartes ou photos aériennes de l'IGN pour la période actuelle (1950 à aujourd'hui).

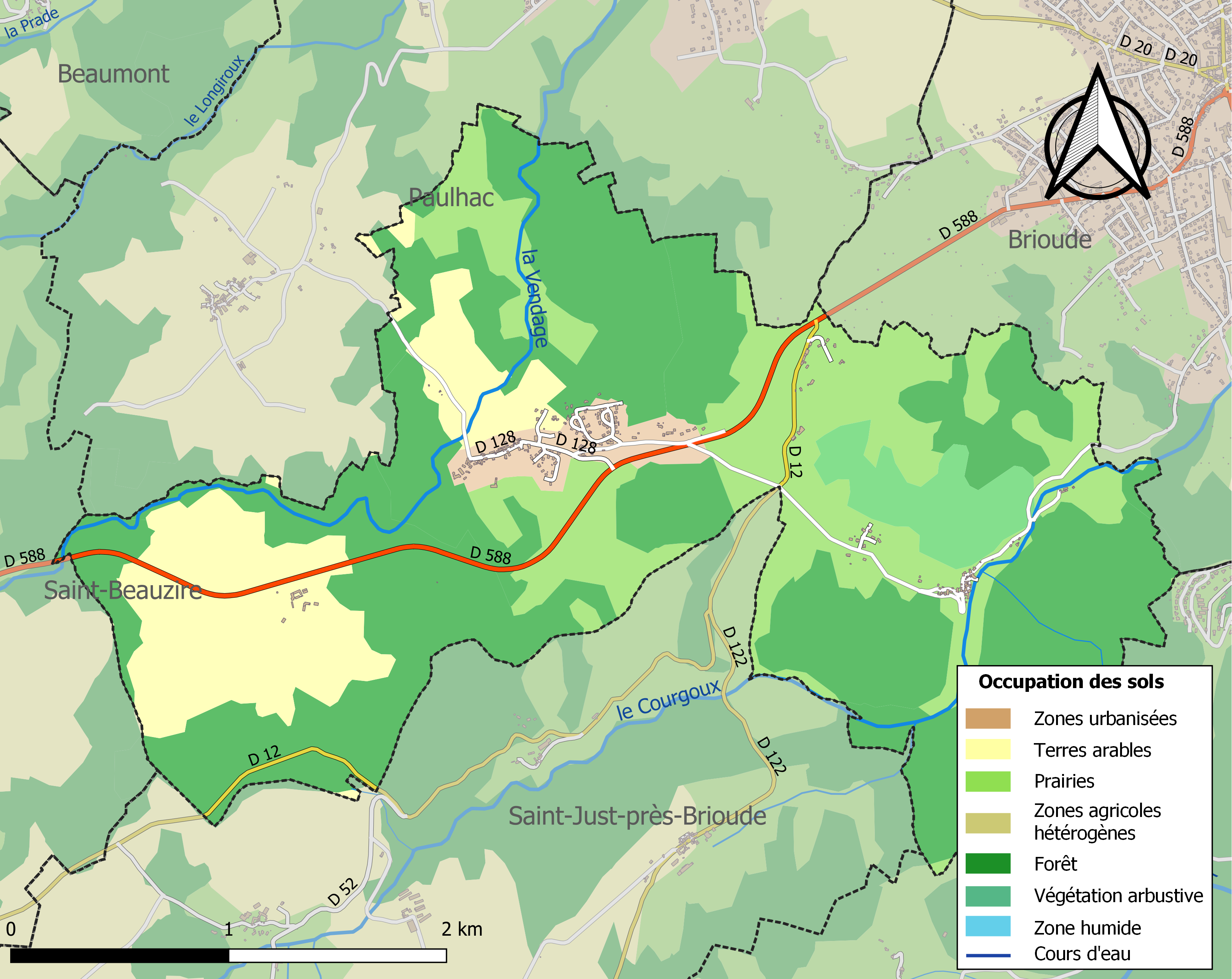
Carte des infrastructures et de l'occupation des sols de la commune en 2018 (CLC).

### Habitat et logement
En 2018, le nombre total de logements dans la commune était de 131, alors qu'il était de 123 en 2013 et de 118 en 2008.
Parmi ces logements, 85,9 % étaient des résidences principales, 4,9 % des résidences secondaires et 9,1 % des logements vacants. Ces logements étaient pour 98,4 % d'entre eux des maisons individuelles et pour 1,6 % des appartements.
Le tableau ci-dessous présente la typologie des logements à Saint-Laurent-Chabreuges en 2018 en comparaison avec celle de la Haute-Loire et de la France entière. Une caractéristique marquante du parc de logements est ainsi une proportion de résidences secondaires et logements occasionnels (4,9 %) inférieure à celle du département (16,1 %) mais supérieure à celle de la France entière (9,7 %). Concernant le statut d'occupation de ces logements, 90 % des habitants de la commune sont propriétaires de leur logement (90,1 % en 2013), contre 70 % pour la Haute-Loire et 57,5 pour la France entière.
| Typologie                                               | Saint-Laurent-Chabreuges | Haute-Loire | France entière |
| ------------------------------------------------------- | ------------------------ | ----------- | -------------- |
| Résidences principales (en %)                           | 85,9                     | 71,5        | 82,1           |
| Résidences secondaires et logements occasionnels (en %) | 4,9                      | 16,1        | 9,7            |
| Logements vacants (en %)                                | 9,1                      | 12,4        | 8,2            |

## Histoire
Au cours de la période révolutionnaire de la Convention nationale (1792-1795), la commune a porté le nom de Chabreuges.

## Politique et administration

### Découpage territorial
La commune de Saint-Laurent-Chabreuges est membre de la communauté de communes Brioude Sud Auvergne, un établissement public de coopération intercommunale (EPCI) à fiscalité propre créé le 11 décembre 2018 dont le siège est à Brioude. Ce dernier est par ailleurs membre d'autres groupements intercommunaux.
Sur le plan administratif, elle est rattachée à l'arrondissement de Brioude, au département de la Haute-Loire, en tant que circonscription administrative de l'État, et à la région Auvergne-Rhône-Alpes.
Sur le plan électoral, elle dépend du canton de Brioude pour l'élection des conseillers départementaux, depuis le redécoupage cantonal de 2014 entré en vigueur en 2015, et de la deuxième circonscription de la Haute-Loire   pour les élections législatives, depuis le redécoupage électoral de 1986.

### Liste des maires
| Période                                  | Période                    | Identité       | Étiquette | Qualité |
| ---------------------------------------- | -------------------------- | -------------- | --------- | ------- |
| Les données manquantes sont à compléter. |                            |                |           |         |
| avant 1988                               | ?                          | Georges Philis |           |         |
| 2001                                     | 2014                       | Régis Fargier  |           |         |
| 2014                                     | En cours (au 28 août 2014) | Gaston Farget  |           |         |

## Population et société

### Démographie

#### Évolution démographique
L'évolution du nombre d'habitants est connue à travers les recensements de la population effectués dans la commune depuis 1793. Pour les communes de moins de 10 000 habitants, une enquête de recensement portant sur toute la population est réalisée tous les cinq ans, les populations de référence des années intermédiaires étant quant à elles estimées par interpolation ou extrapolation. Pour la commune, le premier recensement exhaustif entrant dans le cadre du nouveau dispositif a été réalisé en 2004.

En 2022, la commune comptait 253 habitants, en évolution de −3,8 % par rapport à 2016 (Haute-Loire : +0,36 %, France hors Mayotte : +2,11 %).
| 1793 | 1800 | 1806 | 1821 | 1831 | 1836 | 1841 | 1846 | 1851 |
| ---- | ---- | ---- | ---- | ---- | ---- | ---- | ---- | ---- |
| 225  | 174  | 223  | 256  | 234  | 263  | 312  | 293  | 309  |

| 1856 | 1861 | 1866 | 1872 | 1876 | 1881 | 1886 | 1891 | 1896 |
| ---- | ---- | ---- | ---- | ---- | ---- | ---- | ---- | ---- |
| 283  | 250  | 256  | 211  | 235  | 214  | 196  | 195  | 194  |

| 1901 | 1906 | 1911 | 1921 | 1926 | 1931 | 1936 | 1946 | 1954 |
| ---- | ---- | ---- | ---- | ---- | ---- | ---- | ---- | ---- |
| 200  | 188  | 162  | 165  | 162  | 170  | 153  | 130  | 104  |

| 1962 | 1968 | 1975 | 1982 | 1990 | 1999 | 2004 | 2006 | 2009 |
| ---- | ---- | ---- | ---- | ---- | ---- | ---- | ---- | ---- |
| 103  | 104  | 131  | 186  | 271  | 243  | 255  | 250  | 230  |

| 2014 | 2019 | 2022 | - | - | - | - | - | - |
| ---- | ---- | ---- | - | - | - | - | - | - |
| 257  | 246  | 253  | - | - | - | - | - | - |

#### Pyramide des âges
La population de la commune est relativement âgée.
En 2018, le taux de personnes d'un âge inférieur à 30 ans s'élève à 24 %, soit en dessous de la moyenne départementale (31 %). À l'inverse, le taux de personnes d'âge supérieur à 60 ans est de 34,9 % la même année, alors qu'il est de 31,1 % au niveau départemental.
En 2018, la commune comptait 131 hommes pour 121 femmes, soit un taux de 51,98 % d'hommes, largement supérieur au taux départemental (49,13 %).
Les pyramides des âges de la commune et du département s'établissent comme suit.
| Hommes | Classe d’âge | Femmes |
| ------ | ------------ | ------ |
| 0,8    | 90 ou +      | 0,0    |
| 7,0    | 75-89 ans    | 8,5    |
| 28,1   | 60-74 ans    | 25,4   |
| 23,4   | 45-59 ans    | 20,3   |
| 17,2   | 30-44 ans    | 21,2   |
| 6,3    | 15-29 ans    | 5,1    |
| 17,2   | 0-14 ans     | 19,5   |

| Hommes | Classe d’âge | Femmes |
| ------ | ------------ | ------ |
| 0,9    | 90 ou +      | 2,5    |
| 8,4    | 75-89 ans    | 11,7   |
| 20,4   | 60-74 ans    | 20,5   |
| 21,3   | 45-59 ans    | 20,3   |
| 16,8   | 30-44 ans    | 16,3   |
| 15,2   | 15-29 ans    | 13,2   |
| 17     | 0-14 ans     | 15,6   |

## Économie

### Revenus
En 2018, la commune compte 108 ménages fiscaux, regroupant 244 personnes. La médiane du revenu disponible par unité de consommation est de 23 630 € (20 800 € dans le département).

### Emploi
| Division       | 2008  | 2013  | 2018  |
| -------------- | ----- | ----- | ----- |
| Commune        | 3,1 % | 3,4 % | 4,8 % |
| Département    | 6,3 % | 7,7 % | 7,7 % |
| France entière | 8,3 % | 10 %  | 10 %  |

En 2018, la population âgée de 15 à 64 ans s'élève à 151 personnes, parmi lesquelles on compte 73,5 % d'actifs (68,7 % ayant un emploi et 4,8 % de chômeurs) et 26,5 % d'inactifs,. Depuis 2008, le taux de chômage communal (au sens du recensement) des 15-64 ans est inférieur à celui de la France et du département.
La commune fait partie de la couronne de l'aire d'attraction de Brioude, du fait qu'au moins 15 % des actifs travaillent dans le pôle,. Elle compte 12 emplois en 2018, contre 23 en 2013 et 14 en 2008. Le nombre d'actifs ayant un emploi résidant dans la commune est de 107, soit un indicateur de concentration d'emploi de 11,4 % et un taux d'activité parmi les 15 ans ou plus de 55,7 %.
Sur ces 107 actifs de 15 ans ou plus ayant un emploi, 8 travaillent dans la commune, soit 8 % des habitants. Pour se rendre au travail, 92,3 % des habitants utilisent un véhicule personnel ou de fonction à quatre roues, 1,9 % les transports en commun, 1 % s'y rendent en deux-roues, à vélo ou à pied et 4,8 % n'ont pas besoin de transport (travail au domicile).

## Culture et patrimoine

### Lieux et monuments
- Dans la chapelle, des sculptures sont inscrites aux monuments historiques : une Vierge en majesté du XIIe siècle, dite Notre-Dame d'Entremont, une Vierge à l'enfant du XIVe siècle et une statuette de Moïse présentant les tables de la loi datant du XVIIIe siècle[22].
- le château de Chabreuges.
- Dans le bourg, récemment réaménagé, vous trouverez un four banal toujours en activité selon les festivités du village.